# Kerstin Griese
Kerstin Griese (Münster, 6 décembre 1966) est une femme politique allemande.